# Александровка (сельское поселение село Высокиничи)
Александровка — деревня в Жуковском районе Калужской области России. Входит в состав сельского поселения «Село Высокиничи».

## География
Стоит недалеко на берегах Протвы, рядом —  Оболенское, Колышево.

## История
До 1775 входила в Оболенский уезд Московской провинции Московской губернии, после относилась к  Тарусскому уезду Калужского наместничества, затем губернии.
В 1891 году сельцо Александровка входило в Высокиничскую волость Тарусского уезда.

## Население
| 2002 | 2010 |
| ---- | ---- |
| 10   | ↘6   |